# Thrill Seekers - Il pericolo è il mio mestiere
Thrill Seekers - Il pericolo è il mio mestiere (Thrill Seekers) era una serie televisiva documentaristica statunitense condotta da Chuck Connors, trasmessa tra il 1973 e il 1974.
Essa proponeva, di volta in volta, vari personaggi impegnati in pericolose acrobazie oppure in sport estremi, sempre ai limiti delle leggi fisiche e della ragione. Così come negli Stati Uniti, anche in Italia è stata distribuita in syndication ed è andata in onda su molte emittenti televisive locali.